# João Moniz Pereira
João Moniz Pereira  (1920 — 1989) foi um pintor e cenógrafo português.

## Biografia / Obra

Desenho, 1979, tinta preta sobre papel, 28 x 29 cm

Estuda na Escola de Artes Decorativas António Arroio, onde conhece Cruzeiro Seixas, Fernando de Azevedo, Mário Cesariny e Vespeira.
Participa na I e II Exposições Gerais de Artes Plásticas (SNBA, Lisboa, 1946, 1947) com obras de cariz neorrealista como Cansaço (1946). Numa estadia em Paris em 1947 interessa-se pelo surrealismo, vindo a ser um dos membros fundadores do Grupo Surrealista de Lisboa (juntamente com Vespeira, Fernando de Azevedo, António Domingues, Mário Cesariny, Alexandre O'Neill e José Augusto França). Em 1949 participa na primeira e única exposição do grupo com um total de 9 obras, entre as quais 2 trabalhos abstratos de definição expressionista. Nas décadas seguintes dedica-se em exclusivo à cenografia para o teatro e televisão, regressando à pintura nos anos de 1970.
Está representado em coleções públicas e privadas, nomeadamente no Centro de Arte Moderna, Fundação Calouste Gulbenkian, Lisboa.